# Euscelidia lucida
Euscelidia lucida là một loài ruồi trong họ Asilidae. Euscelidia lucida được Oldroyd miêu tả năm 1939. Loài này phân bố ở vùng nhiệt đới châu Phi.